# Marathon van Rome 1997
De marathon van Rome 1997 werd gelopen op zondag 16 maart 1997. Het was de derde editie van deze marathon. In totaal finishten er 4124 lopers waarvan 329 vrouwen.
Net als in de twee voorafgaande edities was het bij de mannen een Ethiopiër die de dienst uitmaakte. Ditmaal trok Dube Jillo aan het langste eind; hij bereikte de finish in 2:13.03. De Estische Jane Salumae zegevierde  bij de vrouwen in 2:31.41.

## Uitslagen
Mannen
| rang   | naam                   | land | tijd    |
| ------ | ---------------------- | ---- | ------- |
| Goud   | Dube Jillo             | ETH  | 2:13.03 |
| Zilver | Moges Taye             | ETH  | 2:13.39 |
| Brons  | Vincent Cheruiyot      | KEN  | 2:13.56 |
| 4      | Igor Konyshev          | RUS  | 2:14.16 |
| 5      | Tesfaye Eticha         | ETH  | 2:14.25 |
| 6      | Wollya Jarra           | ETH  | 2:14.30 |
| 7      | Eddy Hellebuyck        | BEL  | 2:14.57 |
| 8      | John Maundu            | KEN  | 2:15.02 |
| 9      | Wieslaw Lenda          | POL  | 2:15.33 |
| 10     | Abderrahim Benredouane | MAR  | 2:16.19 |
| 11     | Luca Barzaghi          | ITA  | 2:16.26 |
| 12     | Lemi Chengere          | ETH  | 2:18.58 |
| 13     | Nelson Kiyaka          | KEN  | 2:19.31 |
| 14     | Ali El Tounsi          | MAR  | 2:20.48 |
| 15     | Toby Tanser            | SWE  | 2:22.08 |
| 16     | Francesco Fauci        | ITA  | 2:24.36 |
| 18     | El Hadi Moumou         | FRA  | 2:24.46 |
| 20     | Bernard Boiyo          | KEN  | 2:30.50 |

Vrouwen
| rang   | naam               | land | tijd    |
| ------ | ------------------ | ---- | ------- |
| Goud   | Jane Salumäe       | EST  | 2:31.41 |
| Zilver | Anna Villani       | ITA  | 2:35.49 |
| Brons  | Irina Sklyarenko   | UKR  | 2:38.34 |
| 4      | Emebet Ambossa     | ETH  | 2:39.16 |
| 5      | Fantaye Sirak      | ETH  | 2:46.07 |
| 6      | Lidia Camberg      | POL  | 2:47.11 |
| 7      | Alemitu Bekele     | ETH  | 2:47.45 |
| 8      | Tatyana Oussacheva | RUS  | 2:48.27 |
| 9      | Abeba Tolla        | ETH  | 2:51.08 |
| 10     | Loredana Ricci     | ITA  | 2:54.09 |

1982 ·
1983 ·
1984 ·
1985 ·
1986 ·
1987 ·
1988 ·
1989 ·
1990 ·
1991 ·
1995 ·
1996 ·
1997 ·
1998 ·
1999 ·
2000 ·
2001 ·
2002 ·
2003 ·
2004 ·
2005 ·
2006 ·
2007 ·
2008 ·
2009 ·
2010 ·
2011 ·
2012 ·
2013 ·
2014 ·
2015 ·
2016 ·
2017